# Mad Games Tycoon
Mad Games Tycoon est un jeu vidéo indépendant de type simulation développé et édité par Eggcode. Dans cet univers, le joueur devient le dirigeant de son propre studio de développement.
Le jeu a été publié le 13 septembre 2016 sur les plateformes Windows et Mac OS X via Steam. C'est seulement un peu plus de trois ans après sa sortie initiale que le jeu est publié sur Nintendo Switch, Xbox One et PlayStation 4 par Toplitz Productions.
En janvier 2021, le studio, Eggcode, annonce officiellement la suite du jeu, sobrement intitulé Mad Games Tycoon 2.